# GOES-16

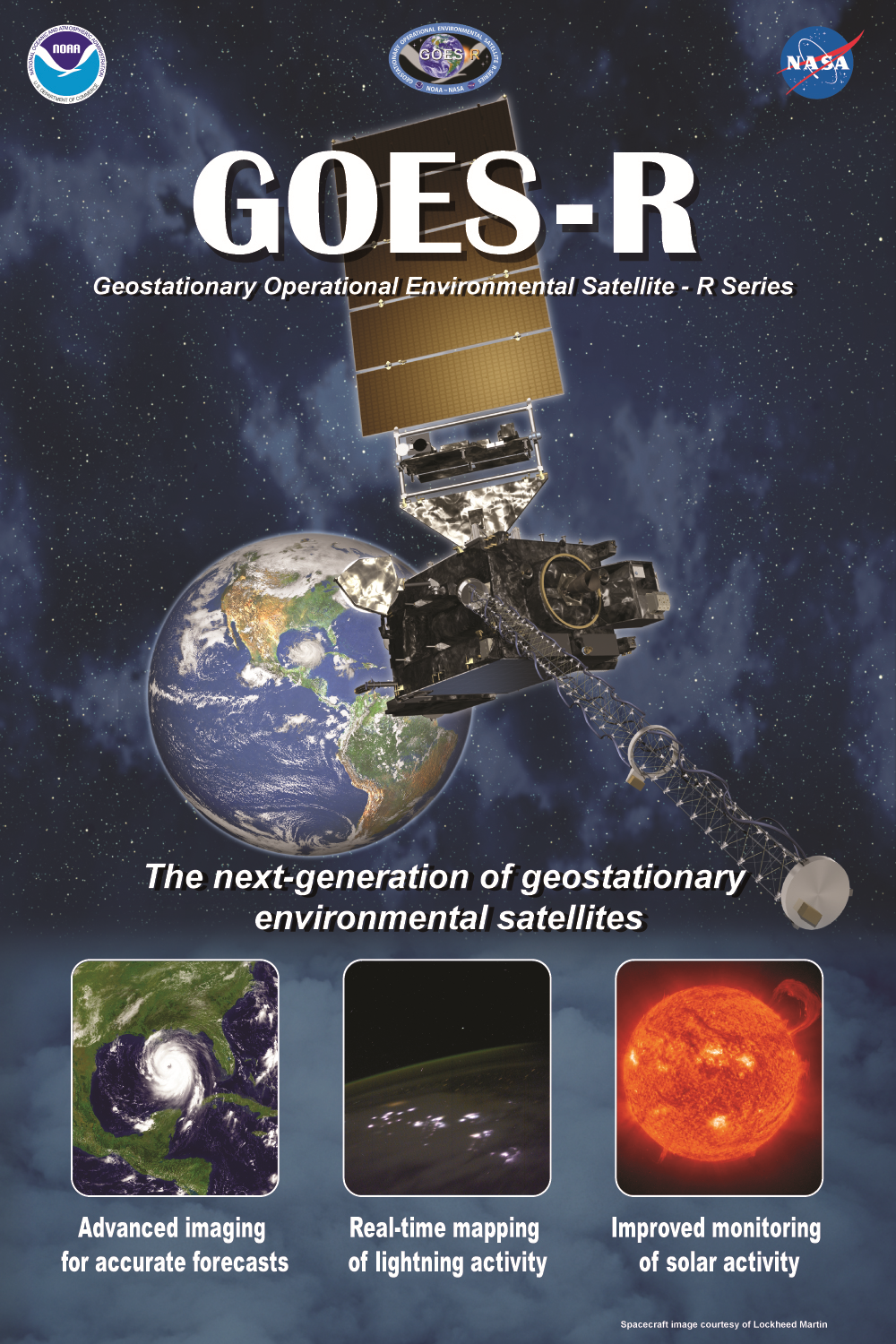

GOES-R (англ. Geostationary Operational Environmental Satellite — «геостаціонарний експлуатаційний супутник спостереження за навколишнім середовищем») - супутник серії GOES, призначений для проведення  атмосферних і поверхневих вимірювань Землі  Західної півкулі для  прогнозування погоди, стеження за бурями, моніторингу  космічної погоди і для  метеорологічних досліджень .